# Бути чи не бути
«Бути чи не бути» (англ. To be, or not to be) — початкові слова знаменитого монологу Гамлета в однойменній п'єсі Шекспіра (Дія третя, Сцена 1).
Українською мовою монолог переклали: Пантелеймон Куліш, Михайло Старицький, Освальд Бургардт, Леонід Гребінка, Григорій Кочур, Юрій Андрухович.

## Текст монологу
| Оригінал | Переклад українською Леоніда Гребінки : |
| To be, or not to be, that is the question: Whether 'tis nobler in the mind to suffer The slings and arrows of outrageous fortune, Or to take arms against a sea of troubles, And by opposing, end them? To die: to sleep; No more; and by a sleep to say we end The heart-ache and the thousand natural shocks That flesh is heir to, ’tis a consummation Devoutly to be wish’d. To die, to sleep; To sleep: perchance to dream: ay, there’s the rub; For in that sleep of death what dreams may come When we have shuffled off this mortal coil, Must give us pause: there’s the respect That makes calamity of so long life; For who would bear the whips and scorns of time, The oppressor’s wrong, the proud man’s contumely, The pangs of despised love, the law’s delay, The insolence of office and the spurns That patient merit of the unworthy takes, When he himself might his quietus make With a bare bodkin? who would fardels bear, To grunt and sweat under a weary life, But that the dread of something after death, The undiscover’d country from whose bourn No traveller returns, puzzles the will And makes us rather bear those ills we have Than fly to others that we know not of? Thus conscience does make cowards of us all; And thus the native hue of resolution Is sicklied o’er with the pale cast of thought, And enterprises of great pith and moment With this regard their currents turn awry, And lose the name of action. – Soft you now! The fair Ophelia! Nymph, in thy orisons Be all my sins remember’d. | Чи бути, чи не бути — ось питання. Що благородніше? Коритись долі І біль від гострих стріл її терпіти, А чи, зітнувшись в герці з морем лиха, Покласти край йому? Заснути, вмерти — І все. І знати: вічний сон врятує, Із серця вийме біль, позбавить плоті, А заразом страждань. Чи не жаданий Для нас такий кінець? Заснути, вмерти. І спати. Може, й снити? Ось в чім клопіт; Які нам сни присняться після смерті, Коли позбудемось земних суєт? Ось в чім вагань причина. Через це Живуть напасті наші стільки літ. Бо хто б терпів бичі й наруги часу, Гніт можновладця, гордія зневаги, Відштовхнуту любов, несправедливість, Властей сваволю, тяганину суду, З чесноти скромної безчесний глум, Коли б він простим лезом міг собі Здобути вічний спокій? Хто стогнав би Під тягарем життя і піт свій лив, Коли б не страх попасти після смерті В той край незнаний, звідки ще ніхто Не повертався? Страх цей нас безволить, І в звичних бідах ми волієм жити, Ніж линути до не відомих нам. Так розум полохливими нас робить, Яскраві барви нашої відваги Від роздумів втрачають колір свій, А наміри високі, ледь зродившись, Вмирають, ще не втілившись у дію. Але тихіш! Офелія! Згадай Мої гріхи в своїй молитві, німфо. |